# Makszim Anatolevics Valadzko
Makszim Anatolevics Valadzko (belaruszul: Максiм Валадзько; Motal, 1992. november 10. –) fehérorosz labdarúgó, a BATE Bariszav középpályása.

## Pályafutása

### A válogatottban
2014. november 18-án mutatkozott be a Fehérorosz válogatottban, a Mexikó elleni barátságos mérkőzésen. Összesen 2018-ig 33 nemzetközi mérkőzésen képviselte hazáját, és 2 gólt szerzett.

## Sikerei, díjai
BATE Bariszav
- Fehérorosz Premier Liga: 2019, 2011, 2013, 2014, 2015, 2016, 2017, 2018
- Fehérorosz kupa: 2014–15, 2020–21
- Fehérorosz szuperkupa: 2013, 2014, 2015, 2016, 2017, 2022